# Mannekängen
Mannekängen är en svensk kort dramafilm från 1913 i regi av Mauritz Stiller. Filmens titel syftar på ordets mannekäng ursprungliga betydelse, mannequin  skyltdocka.

## Om filmen
Filmen spelades in i september 1913 vid Svenska Biografteaterns ateljé och dess omgivningar på Lidingö med exteriörer från Lidingövägen vid Stockholms stadion i Stockholm. För foto svarade Julius Jaenzon. För såväl Karl Gerhard som hans dåvarande fästmö Mary Johnson var Mannekängen deras filmdebut. Filmen blev aldrig fullbordad men två avsnitt har ingått i  SFs klippfilm Minns du – ? från 1935 och i Gardar Sahlbergs klippfilm När seklet var ungt från filmåret 1961.

## Rollista i urval
- Lili Ziedner – Lili
- Karl Gerhard – herre i spårvagn
- Stina Berg – dam i spårvagnen
- Dagmar Ebbesen – dam i spårvagnen
- Mary Johnson – dam i spårvagnen
- Sven Peterson – herre i spårvagnen
- Erik A. Petschler – affärsexpedit
- Georg Grönroos – affärsexpedit
- Gull Natorp – dam på restaurang
- Victor Arfvidson – konduktören
- Tyra Leijman-Uppström – affärsexpedit
- Anna Diedrich – dam
- Ida Otterström – dam